# Wuzhong (Ningxia)
Wuzhong (kinesisk: 吴忠市; pinyin: Wúzhōng Shì) er et bypræfektur i Ningxia i Folkerepublikken Kina. Præfekturet har et areal på 20.733 km², og en befolkning på 1.160.000 mennesker, med en tæthed på 56 indb./km² (2007).

## Administrative enheder
Bypræfekturet Wuzhong har jurisdiktion over et distrikter (区 qū), et byamt (市 shì) og 2 amter (县 xiàn). 
| Kort              | Kort        | Kort     | Kort           | Kort                   | Kort        | Kort       |
| ----------------- | ----------- | -------- | -------------- | ---------------------- | ----------- | ---------- |
| Kort over Wuzhong |             |          |                |                        |             |            |
| #                 | Navn        | Hanzi    | Pinyin         | Befolkning (2003 est.) | Areal (km²) | Indb./km²) |
| Distrikter        |             |          |                |                        |             |            |
| 1                 | Litong      | 利通区   | Lìtōng Qū      | 350.000                | 1.313       | 267        |
| Byamt             |             |          |                |                        |             |            |
| 2                 | Qingtongxia | 青铜峡市 | Qīngtóngxiá Sh | 250.000                | 2.424       | 103        |
| Amter             |             |          |                |                        |             |            |
| 3                 | Yanchi      | 盐池县   | Yánchí Xiàn    | 160.000                | 8.661       | 18         |
| 4                 | Tongxin     | 同心县   | Tóngxīn Xiàn   | 350.000                | 7.264       | 46         |

## Historie
I en stor del af 1800-tallet blev området som i dag er Wuzhong – sammen med meget af den nordlige del af den gamle provins Ningxia – et arnested for jahriyya-sufiordenen (menhuan). Den havde sit hovedkvarter i byen Jinjipu (få kilometer syd for centrum af Wuzhongs nuværende forvaltningscentrum og centrale byområde Litong). Under ledelse af ordenens fjerde og femte sheiker, Ma Yide (1770-erne – 1849) og Ma Hualong (død 1871) blev den velhavende, som følge af karavanehandelen gennem Indre Mongoliet, mellem Baotou, Huhhot og Beijing. Jinjipu blev et vigtigt kommercielt og religiøst center. Under Huioprøret i 1862-1877 var Jinjipu hovedkvarteret for oprørerne i Ningxia-regionen. Men byen blev indtaget af Zuo Zongtangs styrker i januar 1871, og over et tusind oprørere og beboere blev massakreret. Ma Hualong og hans familie og en række jahriyya-ledere blev henrettet i marts 1871.

## Trafik
Kinas rigsvej 211 løber gennem området. Den fører fra Yinchuan i Ningxia Hui til Xi'an i provinsen Shaanxi.